# Imbro
Imbro o Imbros (in turco Gökçeada, o anche  İmroz; in greco Ίμβρος?, Ímbros) è un'isola della Turchia. Costituisce un distretto della provincia di Çanakkale.
L'isola è situata nel Mar Egeo nei pressi del golfo di Saros e dell'imbocco dello stretto dei Dardanelli. Su Imbro si trova Uğurlu, il punto più occidentale della Turchia, a poca distanza delle isole greche di Lemno e Samotracia.

## Geografia fisica

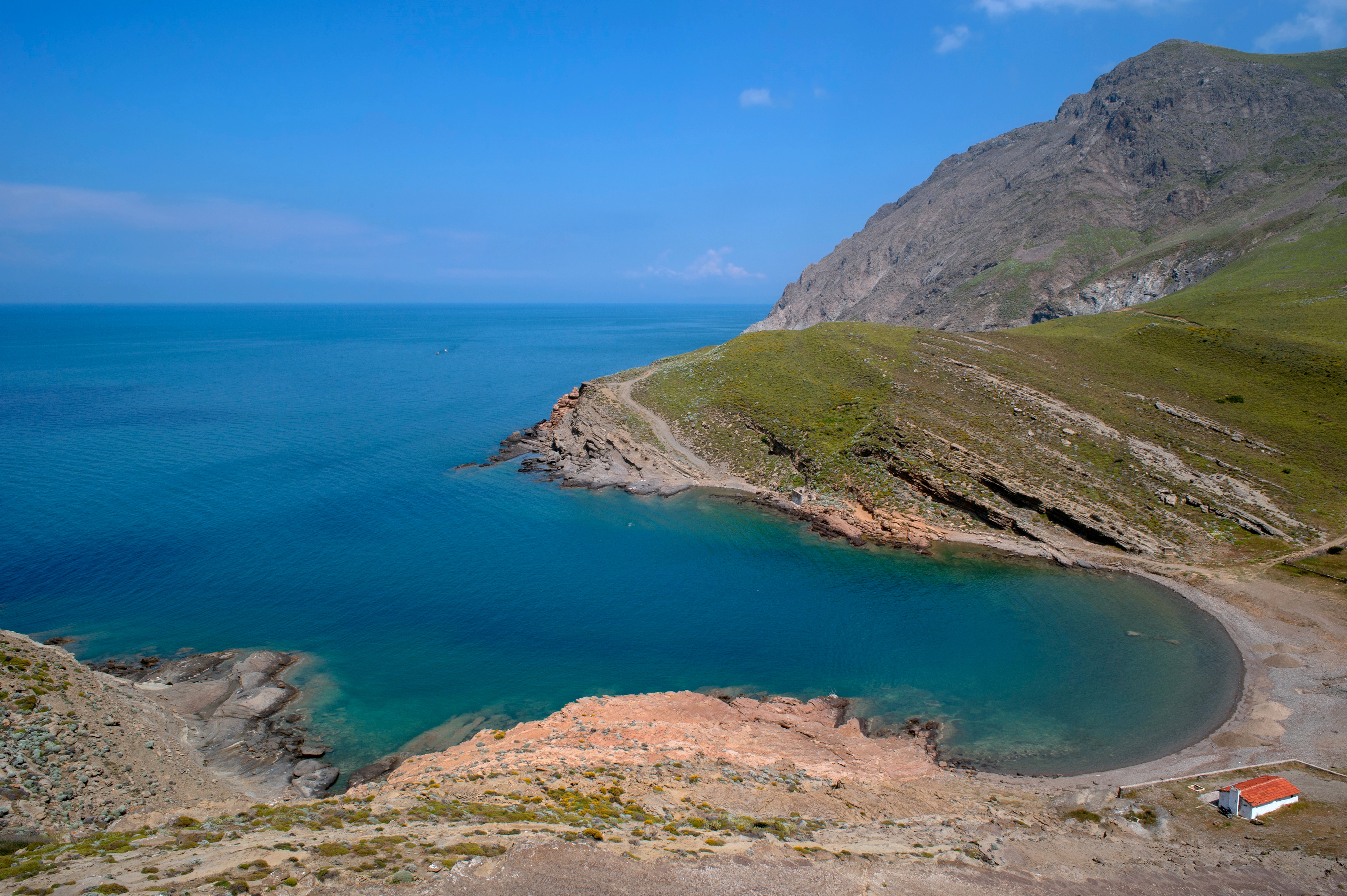
La spiaggia di Kardamos, presso Imbros

Imbro ha una costa lunga 45 chilometri, è boscosa e montagnosa con il punto più elevato rappresentato dallo Ayon Ilias a quota 562 metri. Nella parte centrale c'è una fertile valle con un corso d'acqua anticamente chiamato Ilissos.

L'antica capitale era l'omonima città di Imbro nel nord dell'isola, divenuta in seguito Kastro e quindi in lingua turca Kaleköy. Oggi il centro principale si trova nel centro dell'isola. Sull'isola si trova una diga.

## Storia
Imbro fu incorporata nell'Impero persiano dal generale Otanes nel secolo VI a.C. Nel 494 a.C. Milziade sbarcò su questa terra, oltre che a Lemnos, popolandola con cittadini ateniesi. Nella guerra del Peloponneso fu alleata di Atene.

La pace di Antalcida che rese liberi tutti gli stati greci, permise ad Atene di conservare Imbro, Lemno e Sciro.

I romani, dopo aver sconfitto Filippo V di Macedonia, restituirono queste isole ai greci dopo che erano state annesse alla Macedonia.

La flotta di Antioco III della dinastia seleucide nel 192 a.C. sbarcò a Imbro prima di giungere a Skiathos.

Rimase un possedimento dell'Impero romano e del successivo Impero bizantino fino al 1387, nel frattempo nel 767 fu saccheggiata da pirati slavi che deportarono addirittura 2.500 persone.

Nel 1387 l'imperatore bizantino Giovanni V Paleologo decise la sua cessione a suo nipote (figlio di Maria Paleologo), il genovese Francesco II Gattiluso di Imbro, Lesbo, Samotracia e Taso. Nel 1455 l'impero ottomano occupò le quattro isole, i Gattiluso trattarono la sottomissione agli ottomani al fine di ottenere condizioni accettabili, così fu, riuscirono a riavere Lesbo, perdendo Imbro e le altre due isole, che nel 1457 divennero parte dell'impero. Per secoli rimase sotto controllo turco, eccetto un breve periodo in cui durante la guerra con la Russia fu occupata da navi dello Zar.

I greci la occuparono nel 1912, ma già l'anno dopo la restituirono a seguito di un trattato di pace. Nel 1920 il Trattato di Sèvres la assegnò alla Grecia, che però nel 1922 venne sconfitta nella Ionia. Col Trattato di Losanna del 1923 fu restituita alla Turchia con la garanzia però di un'ampia autonomia amministrativa e culturale (articolo 14) tutelata a livello internazionale (art.44). Ciò nonostante, a partire dal 1926 il governo turco, disobbedendo agli accordi, proibì l'insegnamento della lingua greca nelle scuole e le terre dei greci furono espropriate a vantaggio di coloni turchi. Venne edificato un penitenziario con galeotti turchi ad alta pericolosità, che in situazioni di regime di semilibertà provocarono diversi crimini, fino alla sua chiusura avvenuta nel 1970.

Oggigiorno la presenza di cittadini di origine greca è limitata a poche centinaia di individui. I soli villaggi di Tepeköy (o Agridia) e Zeytinli köyü (Aghios Theodoros), rappresentano comunità costituite quasi esclusivamente da genti di idioma greco, un paio di piccolissimi borghi hanno le etnie equamente divise.

## Amministrazioni

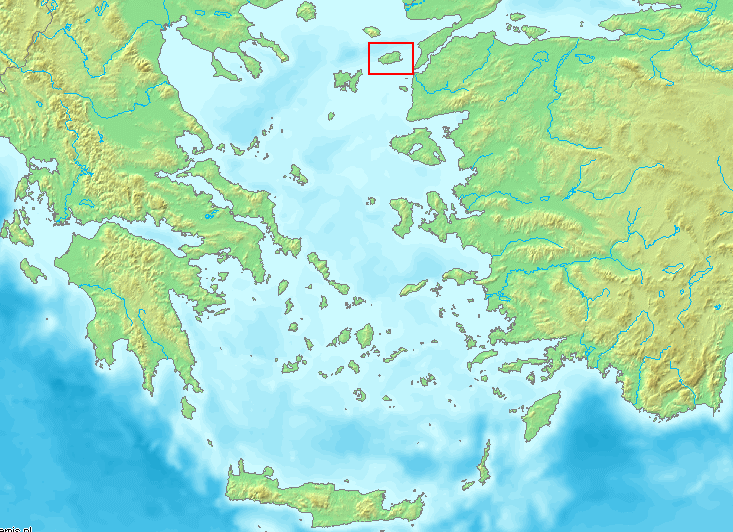
L'isola di Imbro nel mar Egeo

Al distretto, oltre al centro capoluogo, detto anche Çınarlı (in greco Panaghia Balomeni), appartengono 9 villaggi.

### Comuni
- Gökçeada (centro)

### Villaggi
| - Bademli (in greco Gliki) - Dereköy (in greco Schoinoudi) - Eşelek - Kaleköy (in greco Kastro) - Şirinköy - Tepeköy (in greco Agridia) - Uğurlu (in greco Aivonia Imbrou) - Yenibademli - Zeytinliköy (in greco Aghios Theodoros) |

I villaggi di Eşelek, Şirinköy, Uğurlu e Yenibademli sono stati fondati dopo il 1970.

## Economia
L'economia dell'isola è basata sulla pesca e sul turismo.